# 小行星5507
小行星5507（5507 Niijima）是一颗围绕太阳公转的小行星。1987年10月21日，鈴木憲藏、浦田武在丰田市发现了此天体。
这颗小行星的绝对星等为22.25621等。